# Липье
Липье — деревня в Марёвском муниципальном районе Новгородской области, с 12 апреля 2010 года входит в Марёвское сельское поселение. На 1 января 2012 года постоянное население деревни — 214 человек.
Деревня находится на высоте 170 м над уровнем моря, на автодороге Р50, к северо-востоку от деревни Поповка.

## Население
| 2010 |
| ---- |
| 270  |

## История
До 12 апреля 2010 года деревня была административным центром ныне упразднённого Липьевского сельского поселения.

## Экономика, социально-значимые объекты и достопримечательности
В 2006 году в деревне открыт фельдшерско-акушерский пункт. Есть МДОУ — детский сад «Сказка». Действует сельскохозяйственный производственный кооператив «Липьевский».